# Готика
Го́тика (от старогръцкото γοτθικο) е стил в изкуството през периода на Средновековието. Тя наследява и постепенно измества романския стил. Развитието ѝ започва към средата на XII век във френската област Ил дьо Франс (областта около Париж). Разпространява се на територията на Западна, Централна и отчасти Източна Европа от XI – XII до XV – XVI век. Има различна продължителност в различните страни. В Италия готиката прониква по-късно, трудно и със силна трансформация, довеждайки до появата на стила „италианска готика“.
В края на XIV век в Европа се заражда изтънченият дворцов стил на Международната готика, който продължава да се развива до края на XV век. В много области, особено в Германия, късното готическо изкуство се запазва и през XVI век, когато започва да отстъпва пред ренесансовото. В страните от Източна Европа готиката прониква по-късно и се задържа там до XVI век.
Готическият стил се асоциира най-вече с монументални забележителни архитектурни обекти, които може да се охарактеризират накратко като „излъчващи величие“. Но готиката обхваща практически всички основни направления през готическия период: скулптура, дърворезба и рисунки върху дървени панели, витражи, фреска и илюстровани ръкописи. Лесно разпознаваемите промени в архитектурата от Романика към Готика и от Готика към Ренесанса обикновено се използват за определяне на периодите във всички направления на този стил, въпреки че в много отношения изобразителното изкуство се развива с различно темпо.
За най-ранните образци на готическо изкуство се смятат монументалните скулптури, създавани за украса на катедрали и абатства. Християнското изкуство е често типизирано и представя паралелно сюжети от Стария и Новия завет. Често се изобразяват светци. Характерният образ на Дева Мария от византийските икони преминава в по-земен – на изтънчена и смирена дама и любяща майка, прегръщаща детето си.
С разрастването на градовете и развитието на търговията и икономиката, светският аспект в готиката набира сила редом с християнските творби. Буржоазната класа все повече започва да се интересува от многото скулптури, витражи и илюстрации. Увеличаващата се грамотност и развитието на литературата довеждат до навлизането на светски елементи в изкуството. Днес много от имената на творците от този период са известни, тъй като поради увереността, която им е вдъхната от развитието на културата, произведенията им не остават анонимни.

## Произход
Готическото изкуство се заражда в Ил дьо Франс, Франция, в началото на XII век, в базиликата Сен Дени, построена от Сугерий. Стилът бързо се разпространява в скулптурата, гоблените и живописта, като приема различни форми, включително фрески, стъклописи, илюстровани ръкописи и рисунки върху дървени панели. Монашеските ордени, особено Цистерцианският и Картезианският, са важни строители, които разпространяват стила и развиват отличителните му черти в цяла Европа. Регионалните вариации в архитектурата остават значими, дори когато в края на XIV век се заражда единният стил на Международната готика.
Въпреки че е съществувало светско готическо изкуство в по-големи мащаби от колкото често се смята днес, като цяло са оцелели повече религиозни творби. Готическото изкуство често е типологично по природа и въплъщава вярата, че събитията от Стария завет предрешават тези от Новия и че това е тяхното основно значение. Сцени от Стария и Новия завет са показвани едни до други, както е например в Speculum Humanae Salvationis („Огледало на човешкото спасение“) и декорацията на църквите.
Готиката съвпада с голямото възраждане на отдадеността към Дева Мария, в което изобразителното изкуство има основна роля. Изображенията на Дева Мария прерастват от византийския тип – Коронацията на Богородица в по-човешки и интимни варианти и в цикли за живота на Богородица. Художници като Джото, Фра Анджелико и Пиетро Лоренцети в Италия и Ранната нидерландска живопис добавят реализъм и повече човечност в изкуството. Западните творци и техните патрони стават много по-уверени по отношение на нововъведенията в иконографията, което довежда до повече оригиналност, въпреки че утвърдената формула все още се предпочита от повечето художници.
Иконографията е повлияна от промени в теологията – доктрината за Успение Богородично взима превес над тази за Смъртта на Богородица, а различни набожни практики водят до подчертаване на страданията на Исус Христос. Дори в различните трактовки на Страшния съд, Христос е изобразяван с открити рани, които свидетелстват за страданията Му. Все повече се изобразяват светци, а олтарните творби представят светци, свързани с отделна църква или дарител или дори заемат централно място (обикновено в отделни странични олтари). През този период много древни иконографски елементи, произлизащи от апокрифни творби постепенно биват изключвани под натиска на клира, а остават други с прекалено дълбоки корени или се смятани за безопасни.

### Етимология
Терминът „Готика“ първоначално е използван за даване на отрицателна оценка на тази култура, определяна като груба и варварска. Критиците му гледат на стила като на груба средновековна отживелица, далеч от естетическите пропорции и форми на Класическото антично изкуство. Ренесансовите автори смятат, че Разграбването на Рим от готите през 410 г. дава начало на упадъка на класическия свят и на всички негови ценности, които те дълбоко ценят. През XV век италианските архитекти и писатели осъждат новите „варварски“ стилове, които проникват от север и виждат в тях заплаха за класическото възраждане, проповядвано по времето на Ранния Ренесанс. Като „готическо“ това влияние е определено за първи път от Рафаел в едно негово писмо до папа Лъв X (ок. 1518 г.), впоследствие популяризирано от италианските художници и от писателя Джорджо Вазари, който през 1530 г. нарича готическото изкуство „чудовищен и варварски“ „хаос“. Рафаел твърди, че заострените арки на северната архитектура са ехо от примитивните колиби, в които горските немски племена живеят – мит, който ще се появи отново в много по-положителен аспект в творбите от Немския романтизъм. „Готическото изкуство“ е силно критикувано от френските автори като Боало, Ла Брюиер, Молиер и Русо, преди да се приеме като стил в изкуството, а думата да се утвърди. Първоначално готическото изкуство е наричано „Френска творба“ (Opus Francigenum), с което се подчертавала ролята на Франция в оформянето на стила.

## Готическа архитектура
В архитектурата готическият стил се дели на Ранна готика, Висока готика и Късна готика. Преминаването от един в друг подпериод, както и тяхната продължителност е различна в различните райони на Европа. Така например Готиката замира най-рано в Италия. Готическият стил е типичен за Германия, Франция и Англия, където е дълготраен – до около 1550 г.
|          | Ранна готика                       | Висока готика                  | Късна готика                           |
| -------- | ---------------------------------- | ------------------------------ | -------------------------------------- |
| Франция  | 1130 – 1180                        | 1180 – 1230; 1230-1380-лъчиста | 1380 – 1520                            |
| Англия   | 1170 – 1250 Ранна английска готика | 1250 – 1350 Декоративна        | 1350-около 1550 Перпендикулярна, Пищна |
| Германия | 1220 – 1250                        | 1250 – 1350                    | 1350-около 1520/30                     |
| Италия   | след 1200                          |                                |                                        |

Готическата архитектура набляга на вертикалните форми и скелетообразните каменни структури, островърхите арки използващи оживална форма, пинаклите, назъбените сводове, аркбутаните, розетните прозорци, островърхите кули и вплетените в сградите скулптурни детайли като водоливниците. Всички тези характерни черти на готиката са следствие от навлизането на големите прозорци, които не са характерни за по-старите стилове. За постигането на този „светъл“ стил са въведени и аркбутаните, позволяващи по-високи покриви и по-тънките колони във вътрешността на постройките.
Островърхите арки са въведени като структурен детайл, но и за постигане на визуален ефект – стремеж към Рая. Структурно това позволява голяма гъвкавост на архитектурните форми. Готическите заострени сводове, за разлика от римските и романските полуцилиндрични такива, позволяват по-голямо разнообразие и експериментиране с формите на покривните конструкции. Другото предимство на тази форма е това, че тези арки са по-устойчиви, тъй като тежестта на покрива пада под по-малък ъгъл върху колоните. В готическата архитектура островърхите арки се използват във всички места, където структурата на постройката позволява – прозорци, врати, сводове, аркади, галерии и др.
Готическите катедрали често са декорирани със статуи (отвън) и картини (отвътре) с библейски сюжети, наблягащи на визуалните типографски алегории между Стария и Новия завет. Допуска се, че концепцията на готическите катедрали е микрокосмосно представяне на света. Архитектурната им концепция, преди всичко височината и величествените размери целят да оставят усещането за величието на Господ и нищетата на смъртните създания.

### Франция
Френската готика се разделя на четири периода:
- Ранна готика (1130 – 1180) – създава и нормира основните елементи. На този етап е направено основното откритие: стреловидната арка създава по-малък страничен напор и позволява да се покриват големи пространства с минимални размери на колони и арки.[2] В готическото пространство се появява просторът за сметка на романската масивност. Всички разновидности на готиката следват френския модел – затова я наричат „френският стил“. Ранната готика се представя от „Нотър Дам“ в Париж и западната фасада на Катедралата в Шартър – като предшественик на готиката въобще е църквата в абатството Сен Дени. В ранната готика се появява типичното за готиката разчленяване на стената във вертикала на четири нива (с цел да се игнорира оптически нейната масивност): аркада, галерия, трифорий и целесториум;[3]

- Зряла готика (1180 – 1230): в нея стената се установява на три елемента – изчезва галерията. В много от романските и готическите катедрали и манастири има клоатъри – покрити галерии около вътрешна градина или правоъгълен двор, в средата с кладенец, от който тръгват четири алеи. Тази схема символизира Рая с четирите реки.[4]
- „Лъчиста готика“ (1230 – 1380);[5]
- Международна готика – готика на френските принцове (1380 – 1420)
- „Пламтяща готика“ (1420 – 1500)[6] . Разликата с предишния период е в декорацията, а не в структурата на пространствените решения. Появяват се полихромни статуи по фасадите на катедралите.[7]

- Катедралата „Нотр Дам“ дьо Пари е пример за ранна готика
- Катедрала Нотър Дам дьо Шартър е пример за зряла готика
- Буржката катедрала е пример за зряла готика
- Западните портали на Амиенската катедрала са пример за лъчиста готика
- Катедрала „Свети Петър и Павел“ в Нант е пример за пламтяща готика

### Англия
При църковните строежи в Англия се преминава след 1175 г. към нови континентални архитектурни форми. Заедно с примеси от традиционните англосаксонски и нормански форми тези нови образци водят до Ранната английска готика (1175 – 1250). Нововъведенията се прилагат главно от Цистерцианския монашески орден. Ранната английска готика се отличава с бедни архитектурни елементи. Типично за нея са скелетообразните и кръстовидните сводове. Първата готическа сграда е Катедралата в Кентърбъри, построената между 1175 и 1184 г. Други изключителни примери са катедралите в Уелс, Линкълн, Уестминстърско абатство, Солсбъри, която е строена единствено само в този стил и други.
Типично за Английската готика от тази епоха е правоъгълния източен завършек на презвитерия. В апсидата се намира параклис на „Света Дева Мария“ (на англ. Lady chapel) което е друга характеристика на английското готическо строителство. В Англия повечето големи църкви са абатства. Повечето готическите храмове са строени на свободни незастроени пространства и представляват в повечето случаи част от един църковен комплекс. Изключение прави Катедралата в Линкълн, която е построена като катедралите на континента в града.
По време на декоративния стил от 1250 до 1370 г. почти всичките свободни площи са украсени с т.нар. ажурна украса, скелетообразни и кръстовидни сводове. Издължените островърхи арки са заместени от оживални или арабски арки. По-високият Lichtgaden позволява вмъкването на по-големи, цветни прозорци, които от своя страна осветляват вътрешното пространство. Великолепни примери за декоративния готически стил в Англия са Уестминстърското абатство в Лондон (презвитерият му е започнат през 1246 г.), катедралите в Йорк (построена между 1290 – 1340 г.), Уелс (построена между 1290 – 1340 г.), както и с голямо майсторство изработения носещ октагон на катедралата в Или.
- Западната фасада на Уестминстърското абатство в Лондон
- Катедралата в Кентърбъри, Англия
- Катедралата в Солсбъри, Англия
- Линкълнска катедрала

### Германия
- Катедрала „Свети Петър и Света Мария“ в Кьолн
- Мюнстера в Улм
- Катедрала „Свети Петър“ в Регенсбург

Първата голяма сграда, която започва да се строи в готически стил, е Магдебургската катедрала (от 1207/1209/1215 г.). Тя попада във времето и стила на френската класическа готика, която не трябва да се разбира погрешно като „висока готика“ (виж сравнението на стила класификации). В най-старите си части тя носи характеристиките на първите две фази на френски стил, амбулаторият ѝ има напречно сечение на галерия базилика и има прозорци с остри арки. За разлика от повечето готически базилики Магдебургската катедрала няма аркбутани, които се захващат в някои съседни сгради на изток. Всички аспекти на ранната френска готика се среща в Десетоъгълника на Св. Гереон в Кьолн – въпреки античната си римска субструктура.

### Италия
Италия се съпротивлява на готическия стил, използвайки романския стил по-дълго отколкото в Северна Европа и за разлика от нея тя рядко имитира френския стил.
Италианските архитекти наистина адаптират някои аспекти на северния стил, включително ребрата и колоните, прикрепени към стените. Ранни примери са баптистерият в Пиза (1259 – 1260) и фасадата на Сиенската катедрала (1265 – 1268). Някои строители модифицират някои аспекти на северната готика: катедралата във Флоренция „Санта Мария дел Фиоре“ (1294 г.) използва много големи аркади, за да създаде по-голямо вътрешно пространство.
Забележителни примери за италианската лъчиста готика са фасадата на Катедралата в Орвието, фасадата на Сиенската катедрала и камбанарията на катедралата във Флоренция, започната от Джото през 1334 г.
- Сиенска катедрала
- Миланска катедрала
- Тухлена базилика „Свети Петроний“ в Болоня
- Църквата „Света Мария“ в Пиза

### Испания
В Кралство Кастилия са докарани строители от Централна Европа, за да издигнат готически катедрали на места, превзети по време на Реконкистата. Енорийските църкви на някои места са построени по същото време от Мудехар, който слива ислямската строителна традиция и готиката. В Кралство Арагон е имало и важни сгради на Мудехар, много от които са в преходен романско-готически стил в сравнение с европейските форми.
Ранните големи испански катедрали в Бургос, Толедо и Леон все още ясно следват френските модели; едва от около 1300 г. започва едно по-ясно специално развитие на испанската сакрална архитектура.
- Катедрала „Света Еулалия“ в Барселона
- Катедралата в Севиля
- Катедрала „Света Дева Мария“ в Бургос
- Катедрала „Света Мария“ в Леон

### Мануелин: португалска готика
Мануелин или Португалската късна готика е названието на последния период на готическата архитектура в Португалия от първите десетилетия на XVI век. Характерна за стила е сложната орнаментация с вплетени морски мотиви.

### Тухлена готика
Тухлената готика е стил в готическата архитектура, разпространен предимно в Северна Европа в районите около Балтийско море и южно Северно море, където каменните ресурси са ограничени. Поради тази причина предпочитаният материал за строителство е тухлата. Образци на този стил има в Балтийските държави, Дания, Финландия, Германия, Полша, Русия и Швеция. Някои от тях са включени в Списъка на световното културно и природно наследство на ЮНЕСКО.
- Църквата „Света Мария“ в Гданск, Полша
- Църквата „Света Мария“, в Краков, Полша
- Кметство в Щралзунд, Германия
- Църквата „Света Мария“ в Любек, Германия
- Рицарската зала в Хага, Нидерландия
- Камбанарии в Дюнкерк, Северна Франция

### Неоготика
В средата на XVIII век в Обединеното кралство започва тенденция към възвръщане към готическите модели в изкуството. Пионер на това съживяване на готиката в архитектурата е писателят и общественик Хорас Уолпоул. Той е автор на романа „Замъкът Отранто“, с който е поставено началото и на цял нов литературен жанр – този на готическия роман.
В началото на XIX век Неоготиката се разпространява и в Европа, а по-късно и в Америка. През 1930-те години революционният тогава стил Ар деко измества Неоготиката, но въпреки това и днес продължават да се използват някои мотиви.

### Готическа архитектура в България
За разлика от Западна Европа готиката не намира разпространение в България. Едва през XVIII век, благодарение на Неоготиката, тя присъства и в България. Пример за неоготическа архитектура е римокатолическата катедрала „Св. Павел от Кръста“ в Русе, построена през 1890 г. Храмът е дело на италианския архитект Валентино.

## Изобразително изкуство

### Скулптура

#### Монументална скулптура
За този период определяща е готическата архитектура, а готическата скулптура не съвпада изцяло като времеви период с развитието на готиката. Фасадите на големите църкви, особено около входовете продължават да имат големи тимпани, но около тях се развиват и фигурални композиции.
На Западния (Кралския) портал на катедралата Нотър Дам дьо Шартър (от ок. 1145 г.) се виждат елегантни, но преувеличено издължени колонни статуи, докато тези на южния трансептен портал (от ок. 1215 – 1220 г.) са по-натуралистични и по-отдалечени от стената, на която са поставени. Забелязва се и определено сходство с класическата традиция. Тези тенденции са продължени няколко години по-късно в западния портал на Реймската катедрала, където фигурите са почти в кръг, което след разпространението на Готиката в Европа става нормално. Катедралата в Бамберг има вероятно най-големия ансамбъл от скулптури от XIII век, който кулминира в Бамбергския ездач (1240) – първата конна статуя в реални размери в западното изкуство след VI век.
В Италия Николо Пизано и неговият син Джовани Пизано развиват стил, който често е наричан проторенесансов. В него не може да се сбърка влиянието на древноримските саркофази и изтънчените и плътно населени композиции, включително изкусно решения проблем с голотата. Примери в това отношение са амвонът в катедралата в Сиена, Фонтана маджоре в Перуджа и амвонът в „Сант Андреа“ от 1301 г.
Друг белег за възраждането на класическия стил се вижда в Международната готика в лицето на Клаус Слутер и неговите последователи в Бургундия и Фландрия около 1400 г. Късната готическа скулптура се пренася и към Севера, където се развива модата на големите олтарни дървени скулптури и виртуозните дърворезби. Най-много оцелели примери за това има в Германия. Макар и скрити от погледите на хората (например, подпиращи пейките в храмовете) много често могат да бъдат открити каменни пластики с изображения, заимствани от фолклора – мизерикорди. Тилман Рименшнайдер, Вейт Щос и други продължават стила и през XVI век, като постепенно се повлияват от Италианския ренесанс.
Статуите от камък или алабастър в човешки ръст в гробниците стават популярни в средите на по-заможните, което води до развитие на многоетажните гробници. Гробниците на Скалиджери във Верона стават толкова големи, че се налага да ги преместят извън църквата. През XV век се развива индустрия, изнасяща олтарни релефи от нотингамски алабастър за богатите европейски епархии.
- Южният портал на „Нотър Дам дьо Шартър“ (ок. 1215 – 1220)
- Благовещение на Западният портал на Реймската катедрала
- „Рождество“ и „Поклонение на влъхвите“ от Николо Пизано на амвона на баптистерия в Пиза.
- Детайл с „Давид и пророк“ от „Кладенецът на Мойсей“, Клаус Слутер, Дижон
- Основата на реликварий „Свети трън“ (1390-те г.), представящ „Възкресението на мъртвите“, Колекция на Жан дьо Бери
- „Мъж в скърби“ (1429) от главния портал на Улмския Мюнстер от Ханс Мултшер.
- Част от панел от олтарна творба, пресъздаваща „Възкресение Христово“ (1450 – 1490), Англия,алабастър.
- Детайл от „Тайната вечеря“, част от „Олтарът на светата кръв“ (1501 – 1505), Тилман Рименшнайдер, Ротенбург об дер Таубер, Бавария

#### Малка скулптура
Малките резбовани произведения, основни за светския пазар, стават популярни в Париж и някои други градове. Най-често срещаните произведения от този период са малки полиптихи, самостоятелни фигури (особено на Богородица), рамки за огледала, гребени и сложни сцени от романси, гравирани върху кутии за бижута. По-богатите колекционират екстравагантни и сложни емайлирани метални творби със скъпоценни камъни, както светски, така и религиозни. Колекционирането продължава докато въпросните колекционери имат пари, след което бижутата се претопяват.
Готическата малка скулптура, независимо от архитектурния орнамент се концентрира основно около религиозни предмети за дома или е поръчвана като дарение за местната църква. Въпреки това са открити и малки релефи от слонова кост, кости и дърво, които са както религиозни, така и светски и могат да бъдат използвани както в църквите, така и у дома. Това са произведения на градски скулптори.
Най-разпространената тема е тази за Богородица – сама или с Младенеца. Париж е основен център на тази индустрия, която изнася произведенията си главно за Севера, но и в Италия има значително производство. Примери за тези самостоятелни скулптури има в колекцията на Абатската църква „Сен Дени“ и позлатената сребърна скулптура „Богородица с Младенеца“ от 1339 г., която показва Мария, обгърната от пелерината си да държи малкия Исус. Както простотата на пелерината, така и невръстната възраст на детето предзнаменуват другите скулптури от Северна Европа от XIV и началото на XV век. Тези скулптури показват развитието на ранния скован и издължен стил, все още отчасти романски, в пространствения и натуралистичен стил от края на XII и началото на XIII век.
- Шедьовър на парижкото готическо бижутерско изкуство от началото на XV век е „Златният кон“, който представлява малък олтар. Поръчан е от Изабела Баварска като подарък за Новата 1405 година за нейния съпруг – френският крал Шарл VI. Творбата е изработена от неизвестен майстор от злато, позлатено сребро, инкрустиран емайл, перли, сапфири и рубини.[20]

Други френски готически теми в скулптурата са фигурите и сцените от популярните литературни произведения на времето. Образи от трубадурската поезия са изключително популярни сред майсторите на рамки за огледала и малки кутии.
- Кутия с романтични сцени (Уолтърс 71264) от 1330 – 1350 г. е пример за това: в нея е оставено голямо пространство за сцени от различни литературни източници.

Сувенирите от поклонения в светилища, като например глинени или оловни значки, медали и ампули с отпечатани изображения също са популярни и евтини. Техният светски еквивалент – хералдическата значка е знак за феодална и политическа лоялност, на който започва да се придава социално значение в Англия. В някои случаи евтините форми са подарявани, както през 1483 г., когато крал Ричард III поръчва 13 000 значки.

### Живопис
Картините в готически стил се появяват в средата на XIII век – около 50 години след оформянето на архитектурата и скулптурата. Преходът от романски към готически стил е много неопределен и неясен. Готически орнаменти често се въвеждат без да се правят промени в самия стил на фигурите или в композициите. Тенденцията е фигурите да се изобразяват в по-одушевени пози и различни изражения; да се смаляват в сравнение с фона; подредбата им става по-свободна. Тази промяна се забелязва за първи път в Англия и Франция около 1200 г., в Германия – около 1220 г., а в Италия – около 1300 г.
По това време живописта формира четири основни направления – фрески, рисунки върху дървени панели, илюстрация и стъклопис.

#### Фрескова живопис
Фреските продължават да бъдат най-разпространеното изобразително изкуство в църквите на Южна Европа като продължение на раннохристиянската и романската традиция. В Дания и Швеция са запазени най-голям брой църковни стенописи в стила на Biblia pauperum („Библия на бедните“), които са разтеглени в кръстати сводове. И в двете държави те са почти изцяло замазани с вар след Реформацията, което всъщност ги е запазило, но има и такива, които не са били третирани по никакъв начин от създаването им. Сред най-добрите произведения в Дания са тези на Елмелундския майстор на остров Мен, намиращи се в църквите във Фанефьорд, Келдби и Елмелунд. Албертус Пиктор вероятно е най-известният шведски стенописец от този период. Сред шведските църкви с добре запазени фрески са Тенстката църква, Гьокемската църква и църквата Анга в Готланд.

#### Витраж
Едно от основните направления на готическата живопис става витражът, който постепенно измества фресковата живопис. Техниката на витража остава същата както през предишния период, но цветовата палитра става по-богата и цветна, а сюжетите по-сложни – наред с изображенията с религиозни сюжети се появяват витражи на битови теми. Освен това във витражите почват да се използват не само цветно, но и безцветно стъкло.
Стъклописът е най-разпространената и престижна форма на живописта в Северна Европа до XV век, когато е изместен от панелната живопис. Готическата архитектура осигурява в големите сгради обширни пространства, които да бъдат заети от стъкло. В началото на периода се използват предимно черна боя и чисти или светло оцветени стъкла, но в началото на XIV век се увеличава употребата на смеси, съдържащи сребро, с които се рисува върху стъкло, след което се изгарят. Това позволява постигането на голямо разнообразие от цветове, групирани около жълтото. В края на периода започват да се използват все по-големи парчета стъкло, в които жълтият цвят е доминиращ.
- витраж от катедралата в Троа
- Розетен прозорец от Нотр Дам дьо Пари, Париж
- Източен прозорец на Линкълнската катедрала
- Възкресение на мъртвите, Музей Клюни, Париж

#### Манускрипти и печат
Илюстрираните ръкописи (манускрипти) представляват най-пълната колекция на готическа живопис, осигурявайки списък на стилове в местата, където не са оцелели монументални творби.
- Историята на френските готически миниатюри е доста ясно разделена на три периода. Първият продължават приблизително от 1200 до 1250 г., следващият обхваща втората половина на века, а третият – XIV век. Характеристиките на първия период, който има преходен характер от романския към готическия стил, до голяма степен се определят от влиянието на известните френски витражи върху миниатюрата (вертикална композиция, прозрачност, чистота и яркост на цветовете). Шедьовърът на този стил е Псалтирът на кралица Бланш Кастилска (Париж, Библиотека на Арсенала), украсен с елегантни илюстрации върху гладки златни фонове, вписани в кръгли медальони. Използвайки създаденото злато, майсторът създава впечатление за блестящ и в същото време плътен фон, върху който много пластично са изрисувани фигури на светци и сцени от живота на Христос в удължени овални и полукръгли медальони с розови рамки.[22]

Най-ранният пример датира от 1240 г. и изглежда е изрисуван от Уилям от Брайл за неизвестна жена, живееща в малко село близо до Оксфорд. Благородниците често купуват такива текстове и плащат добре за илюстрациите
- Псалтирът на св. Луи: към средата на XIII век се оформя всъщност готическата миниатюра. Елементите на готическата архитектура – върхове, флерони, фиали, ланцетни арки, рози и др. стават често срещани орнаментални мотиви в илюстрациите. Но многобройните детайли не довеждат до фрагментация – художникът оформя цялата страница на ръкописа като единно композиционно цяло. Най-добрите произведения от този тип включват Псалтирът на Св. Луи, датиращ от 1253 – 1270 г., който съдържа 78 илюстрации на цяла страница, нарисувани с темпера. Той се съхранява в Националната библиотека на Париж. Страниците са украсени със стрелковидни готически арки. На една от тях, в строга орнаментална рамка, има ясен, красиво изписан текст и малка миниатюра, оградена в очертанията на инициал: тройна готическа арка изобразява покрива на Ноевия ковчег. Разнообразни птици и животни са поставени над бъчвите и чували със зърно, а Ной, протяга ръце, привлича към себе си гълъб. Малките миниатюри на ръкописа са необичайно изразителни като дизайн и са много хармонично вплетени в общия контур на страницата.

През последните десетилетия на XIII век в Париж е особено известен майстор Оноре, чийто маниер е илюстриран в Бревиария (лат. breviarium) на Филип Красиви (1295 г., Париж, Национална библиотека) с миниатюри, които изненадват със своя реализъм.
Леко оцветявайки листа с розово и синьо, майстор Оноре внимателно въвежда текста. Зад елегантна рамка от бръшлян е изобразен специален свят от комични фигури: дролери (полуфантастични същества), музиканти, ловци, преследващи зверове и др. Художникът постави инициал с миниатюри през цялата страница, например изображението на сътворението на света.
Френската миниатюра от развития готически период се характеризира със способността да създава композиции, които достатъчно достоверно предават определени сложни ситуации.
Миниатюри от края на XIII и XIV век не просто украсяват страницата, а те вече допълват и коментират текста, като до известна степен придобиват илюстративен характер. Широко илюстрирани са научни трактати, преписи на съчиненията на Аристотел, Платон, разкази за Сократ и др. Интересно украсен е ръкописът за хирургията на Роджър от Пиза (края на XIII век), където миниатюри на печати, следващи една след друга, разказват за различни хирургични техники.
До XIV век става сливането на принципите на английската и френската миниатюра, създаването на единен англо-френски стил, въпреки че се запазват някои от чертите, характерни за всяка една от страните. Наративната, а понякога и социална интерпретация на сюжети в английски миниатюри се променя във Франция в посока на по-широка широта на обхващане на исторически проблеми, създаване на илюстрации към художествени произведения. Произведенията от англо-френски тип включват морализаторския трактат Sommleroi (нач. на XIV век), съхраняван в Британския музей.
От XIV век във Франция те започват да ценят все повече творческата индивидуалност – личността на художника: до нас са достигнали не само многобройните имена на френски поети и прозаици, но и имената на най-големите миниатюристи.
- Най-типичните произведения от втората половина на XIV век, свързани с ателието на миниатюриста Жан Пусел, чиито произведения включват Библията от 1327 г. за Робърт Билинг и известния Белвилски бревиарий (лат.: breviarium) (пр. 1343 г.) (и двата ръкописа са в Парижката национална библиотека). Стилът на този майстор се характеризира с отхвърлянето на златния фон и засилването на значението на орнаменталните рамки, в които сред заострени листа на бръшлян са много ярко изобразени птици, пеперуди, водни кончета и различни животни. Цветовата палитра е богата. Фантазията се съчетава с желанието да се внесат реални детайли от ежедневието, жизнено убедителни детайли в миниатюрата. Най-известното произведение на Жан Пусел обаче е Часословът на Жана д'Еврьо, който е поръчан от крал Шарл IV като подарък за кралица Жана д'Еврьо.

Елементи на френската готическа традиция в тези творби са декоративната рамка на страниците, наподобяваща архитектурата от този период с издължени и детайлни фигури. Употребата на пространствени индикатори като сградни елементи и природни образувания като дървета и облаци също сочи френския стил в готическата илюстрация.
От втората половина на XIV век се засилват реалистичните тенденции във френската миниатюра. Известно влияние оказва и фактът, че по това време в илюстрирането на ръкописи участват не само професионални миниатюристи, но и големи художници или скулптори. Сред тях има много имигранти от североизточна Франция и от Фландрия. Особено се развива илюстрацията на светски книги, множество лирически стихотворения и сатирични басни. Най-големият паметник от края на XIV – началото на XV век. са Великите френски хроники, служещи като енциклопедия на живота във Франция през Късното средновековие.
- С появата на светската литература (рицарски романи и др.) се разширява кръгът на илюстрирани ръкописи. Художниците започват да се стремят към по-достоверно и детайлно възпроизвеждане на природата. В края на първото десетилетие на XIII век писарите започват да създават молитвеници за миряните, често наричани часослови заради това, че се използват в определени часове от денонощието.
- Ярки представители на готическата книжна миниатюра са и братя Лимбург, придворни миниатюристи на херцог Жан дьо Бери, които създават знаменития „Пребогат часослов на херцог дьо Бери“ (около 1411 – 1416 г.).

Развива се жанрът на портрета – вместо условно-отвлеченото изображение на модела художниците вече създават образи с вложена индивидуалност и с конкретни човешки черти.
- Миниатюри към Кантики за Дева Мария, ръкопис от XIII век
- Лоренцо Монако, Антифонарий, folio 124v
- „Сцени от живота на Мария“ – кралска библиотека Белгия
- Детайл от „Пребогатият часослов на херцог дьо Бери“ на Братя Линбург (около 1411 – 1416 г.)

От средата на XIV век методът на ксилографията за създаване на текст и изображение от гравюра на дърво, изглежда, става икономически по-достъпен за енорийските свещеници от Нидерландия, където е най-популярен. След появата на книгопечатането за проспериращата средна класа бързо стават достъпни печатните книги с илюстрации, все още предимно на религиозна тематика, както и гравюрите със сравнително високо качество – дело на печатари като Израел ван Мекенем и Майстор Е.С. В края на XV век появата на евтини отпечатъци, предимно от дърворезба, правят възможно дори селяните да притежават такива изображения.

#### Олтарни творби и панелна живопис
Рисуването с маслени бои върху канава не е популярно до XV и XVI век и е отличителен белег на ренесансовото изкуство. В Северна Европа значимата и новаторска школа на Ранната нидерландска живопис е изключително готическа, но може да се смята и за част от Северния ренесанс, тъй като минава много време докато италианското възраждане на интереса към класицизма окаже своето влияние върху Севера. Художници като Роберт Кампен и Ян ван Ейк използват техниката на маслената живопис, за да създават детайлни творби с точна перспектива, в които очевидният реализъм в съчетан с богата система от символи, която вече може да бъде представена и в по-малки творби. В Ранната нидерландска живопис от най-богатите градове на Северна Европа новият реализъм в маслената живопис е комбиниран с изтънчени и сложни религиозни алюзии, представени точно чрез детайлната обстановка на религиозните сцени. Меродският олтар (1420-те г.) на Робер Кампен и „Благовещение“ или „Девата и канцлер Ролин“ (и двете от 1430-те г.) на Ян ван Ейк са прекрасни примери в това отношение. Малките панелни картини и дори полиптихи с маслени бои стават изключително популярни за богаташите, като художниците често изобразяват покровителя си.

### Декоративно-приложно изкуство
Епохата на Късното средновековие се характеризира с разцвет на градската култура и с развитието на търговията и занаятите. В Авиньонския папски дворец има запазени гоблени за стени, изобразяващи сцени на лов и риболов, които са изпълнени под ръководството на Матео Джованети.
Често кресла, легла и шкафове от бита се покривани с живописни сцени.
- Потир за коронация, края на XII век, Палат То, съкровищницата на Реймската катедрала. Злато, емайли, перли, фини камъни и скъпоценни камъни.
- Ковчеже с реликварий (ок 1200 – 1220 г), Лимож, Франция; Емайл Champlevé върху мед и дървена сърцевина; 22,6 × 24,2 × 10,5 см, Музей на изкуствата Kimbell, Форт Уърт, Тексас, САЩ.
- Реликварий на св. Таурин от Еврьо
- Реликварий с бюст на Карл Велики, Аахенска катедрала, Германия.
- Кръщелен купел, Любек, Германия.
- Корона на принцеса Бланш Английска (ок. 1370), Съкровищница на Residenz (Stadtschloss) в Мюнхен, Германия

## Списък на готически сгради
- Рослински параклис, Шотландия
- Дева Мария пред Тин, Чехия
- Свети Вит, Чехия
- Кьолнска катедрала, Германия
- Магдебургска катедрала, Германия
- Света Богородица, Франция
- Амиенска катедрала Амиен, Франция
- Свети Павел от Кръста, България
- Катедралата „Света Мария“ в Солсбъри, Южна Англия
- Уестминстърско абатство, Лондон
- Катедралата в Утрехт, Централна Холандия
- Севилска катедрала, Испания
- Миланска катедрала, Италия
- Готическа катедрала, България (Казанлък)